# 중앙동 (마산합포구)
중앙동(中央洞)은 경상남도 창원시 마산합포구에 있었던 행정동이다. 마산시의 중앙에 위치해 있으며, 마산합포구청, 경찰서 등이 소재한 행정의 중심지로 1910년대부터 격자형 도로망을 갖춘 주택지로 발전한 1급주거지이다. 일제 강점기 동안 주로 일본인들이 거주하여 지금도 일본식 건물이 일부 남아있고, 잘 갖춘 기반시설과 교통, 학군이 좋은 지역이다.

## 연혁
- 조선 태종 때 창원부에 편입
- 1910년 마산부제 실시에 따라 마산부 서면에 편입
- 1958년 8월 15일 동의 명칭 및 구역확정[2]
- 1990년 7월 1일 마산시 합포구 중앙동으로 변경[3]
- 2001년 1월 1일 마산시 중앙동으로 변경[4]
- 2017년 1월 1일 반월동과 통합하여 폐지, 반월중앙동으로 합동

## 법정동
- 대성동2가
- 신흥동
- 완월동
- 장군동2가
- 장군동3가
- 중앙동2가
- 중앙동3가